# Opération Sardine
L'opération Sardine est une opération de la SNCF, à l'occasion de la mise en service de la ligne TGV Méditerranée durant le printemps 2001, visant à réaliser un record de vitesse moyenne sur le plus long parcours existant sur ligne à grande vitesse (LGV).

## Déroulement
Le 26 mai 2001, la rame TGV Réseau no 531, avec plus de 250 personnalités et journalistes à bord, parcourt ainsi la distance de 1 067,2 km séparant Calais et Marseille (par emprunt des LGV Nord, Interconnexion Est, Sud-Est, Rhône-Alpes et Méditerranée), en 3 heures et 29 minutes, à la vitesse moyenne de 306,37 km/h.